# Julio Videla
Pour les articles homonymes, voir Videla.
Julio Sergio Cabezas Videla (Valparaiso, 15 janvier 1944 - 13 novembre 2020) est un présentateur de télévision et animateur de radio chilien.

## Carrière dans les médias

### Radio
Julio Videla est un présentateur de télévision qui a d'abord travaillé sur Radio Carrera, puis Radio Corporation (1969-1973) , où il transmettait quand il y a eu le coup d’État du mardi 11 septembre 1973. Ce fut un événement marquant de l'histoire du Chili au cours duquel le gouvernement du président démocratiquement élu Salvador Allende (socialiste) est renversé par un coup d'État militaire. 
Il a poursuivi sa carrière journalistique sur Radio Balmaceda (1973-1975), Radio Portales de Santiago, où il conduit Portaleando matin entre 1976 et mai 1988, Radio Gigante (juin 1988 - septembre 1989), Radio Monumental (octobre 1989 - décembre 1991), Radio Chilena (février 1992 - mai 1999), Radio Romance (juillet 1999), Radio Para Ti (août 1999 - décembre 2006) et Radio Cooperativa (juillet 2008 - janvier 2019), où il a dirigé "Vos années comptent" 

### Télévision
Il a fait ses débuts à la télévision sur la chaîne 13, où il a participé en tant que co-animateur au Student Championship (1972-1975) et en tant que présentateur à la "Cour du rire" (1979). 
Julio Videla a ensuite travaillé pour Channel 11, Universidad de Chile Televisión, où il a dirigé Cordialmente (1988-1991), émission diffusée à midi. Plus tard, il a émigré vers Megavision, où il a été l'hôte de programmes tels qu'"Acompáñeme" (1992-1995) - qui suivait le format et l'horaire de "Cordialmente" -, "Let's Get Together with Julio" (1996-1998), et le programme satellite du "Festival international de la chanson de la vigne del Mar, rejoignez-moi pour le festival" (1994-1996 et 1998-1999). 
Après s'être absenté des écrans pendant près de deux ans, Julio Videla, revint à la télévision le 8 décembre dans un nouvel espace de conversation qui fut diffusé tout au long de l'été par UCV-Televisión. L'émission d'été, avait été diffusée sur la chaîne de Buenos Aires, sous le titre "As us are", et s'appela "Route 68" (2000-2001). 
Par la suite il a émigré vers le canal 13, où il a animé avec vous (2002-2004). Depuis lors, il a eu des apparitions sporadiques à la télévision et à la radio.

## Téléthon
Julio Videla est  l’un des visages qui a participé au premier Téléthon, tenu en 1978. Au Chili, le téléthon (localement « Teletón »), qui a lieu tous les ans au mois de décembre depuis 1978, est dirigé depuis le début par Don Francisco.  À son instigation, il organisa une campagne de dons pour les enfants handicapés. Il a été invité au programme de télévision Dingolondango du réseau de l'État chili en TVN. Toutes les chaînes de télévision diffusèrent le téléthon pour réunir des fonds afin d'aider les enfants handicapés (la plupart souffrant d'infirmité motrice cérébrale) des centres « IRI » (Instituto de Rehabilitación Infantil). Depuis que le téléthon a commencé, 260 millions de dollars ont été rassemblés (avec un record en 2006 avec 22 millions de dollars récoltés en 2 jours) et neuf centres IRI ont été construits. Cependant, on considère que le grand acquis de cette émission a été l'intégration et le respect des handicapés.  Une première qui a perduré ainsi en 2007, le téléthon chilien a permis de récolter 13 255 231 970 pesos, soit près de 18 millions d'euros. À la suite des deux importantes catastrophes naturelles qui ont touché le Chili, le séisme de Santiago en 1985 (es) et le séisme chilien de 2010, les deux émissions de téléthon chiliennes, organisées exceptionnellement en 1985 et en 2010, forment en réponse un ensemble Chile ayuda a Chile.
| Édit. | Dates       | Slogan              | Enfant symbole  | Promesses de dons | Sommes collectées4 | ±%     | US$       |
| ----- | ----------- | ------------------- | --------------- | ----------------- | ------------------ | ------ | --------- |
| 1978  | 8 et 9 déc. | Obtenons le miracle | Jane Hermosilla | 30 790 000        | 84 361 838         | 173,99 | 5 421 619 |